# سرعت مخصوص
سرعت مخصوص (به انگلیسی: Specific speed) یک عدد بی بعد است که برای طبقه‌بندی پروانه‌های پمپ بر اساس مدل‌ها و مشخصاتشان استفاده می‌شود. در شرایطی که ابعاد پروانه به گونه‌ای باشد که بتواند در ازای هد (فشار جریان) یک فوت (feet)، به میزان یک گالن در دقیقه انتقال سیال داشته باشد، سرعت مخصوص پروانه به صورت سرعت انتقال جریان بر دقیقه تعریف می‌شود.
درک درست این تعریف تنها در طراحی مهندسی معنا پیدا می‌کند، سرعت مخصوص یک شاخص برای پیش‌بینی خصوصیات پمپ مانند شکل کلی پروانه‌است. با افزایش سرعت مخصوص، نسبت قطر بیرونی پروانه به قطر درونی آن یا قطر چشم پروانه کاهش می‌یابد. این نسبت برای یک پروانه جریان محوری کامل به ۱٫۰ می‌رسد. پروانه‌های شعاعی با سرعت مخصوص پایین، هد جریان را عمدتاً از طریق نیروی گریز از مرکز افزایش می‌دهند. پمپ‌های با سرعت مخصوص بالاتر تا حدی از طریق نیروی گریز از مرکز و تا حدی از طریق نیروی محوری هد را افزایش می‌دهند. پمپ‌های دارای جریان یا پروانه محوری با سرعت مخصوص ۱۰۰۰۰ یا بیشتر هد خود را منحصراً از طریق نیروهای محوری افزایش می‌دهند. پروانه‌های شعاعی معمولاً برای جریان کم با هد بالا طراحی می‌شوند و پروانه‌های محوری برای جریان بالا با هد پایین.
از سرعت مخصوص چندین تعریف ریاضی برای کارکردهای گوناگون ارائه شده‌است.

## سرعت مخصوص پمپ
{\displaystyle N_{s}={\frac {n{\sqrt {Q}}}{(H)^{3/4}}}}
{\displaystyle N_{s}} : سرعت مخصوص
n: سرعت دورانی پمپ (سرعت انتقال بر دقیقه)
Q: دبی جریان (گالون بر دقیقه)
H: هد مجموع در منطقه (فوت)
سرعت مخصوص پروانه‌های استاندارد می‌تواند مقادیری از ۵۰۰ تا ۱۰٬۰۰۰ را داشته باشد که البته بالاترین راندمان در بازه ۲۱۰۰ تا ۳۰۰۰ به دست می‌آید.
U.S. Gallons/ minute and feet divide the result by 1.63
U.K. Imperial gallons and feet divide the result by 1.93
M3/hour and meters divide the result by 1.50

## سرعت مخصوص خالص مکش
سرعت مخصوص خالص مکش (Net Suction Specific Speed) معمولاً برای بررسی مشکل کاویتاسیون در سمت مکش پمپ استفاده می‌شود. این عدد به عنوان یکی از ویژگی‌های فیزیکی اصلی پمپ تعریف می‌شود. سرعت مخصوص خالص مکش یک پمپ بازه‌ای را تعریف خواهد کرد که در آن پمپ گردش با ثبات را تجربه می‌کند. بالا رفتن سرعت مخصوص خالص مکش، کوچکتر شدن بازه گردش با ثبات پمپ را به همراه خواهد داشت. این محدوده عملکرد پایدار پمپ بر حسب نقطه بهترین راندمان پمپ تعریف شده‌است.
سرعت مخصوص خالص مکش به صورت زیر تعریف می‌شود:
{\displaystyle N_{ss}={\frac {N{\sqrt {Q}}}{{NPSH}_{R}^{0.75}}}}
به نحوی که:
{\displaystyle N_{ss}} : سرعت مخصوص خالص مکش
N: سرعت دورانی پمپ بر حسب rpm(سرعت انتقال بر دقیقه)
Q: دبی جریان که در واحد US برابر گالون بر دقیقه است
{\displaystyle {NPSH}_{R}} : فشار مثبت مکش خالص ( NPSH ) مورد نیاز پمپ
(Nss (US gpm) = 1.63 Nss (metric l/s) = 0.86 Nss (metric m3/h
(Nss (Metric l/s) = 0.614 Nss (US gpm
(Nss (Metric l/s) = 0.67 Nss (British gpm

## سرعت مخصوص توربین
سرعت مخصوص یک توربین نیز می‌تواند به عنوان سرعت یک توربین به صورت هندسی مشابه و ایده‌آل تعریف شود، به نحوی که یک واحد قدرت را در ازای یک واحد فشار (هد) تولید کند. سرعت مخصوص توربین‌ها همواره توسط سازنده و در کنار دیگر ویژگی‌های توربین ارائه می‌شود. در این حالت، همواره باید به نقطه دارای بیشترین راندمان مراجعه کرد. این مسئله انجام محاسباتی دقیق برای ساخت توربین‌هایی در جریان‌ها و فشارهای گوناگون را ممکن می‌سازد.
{\displaystyle n_{s}=n{\sqrt {P}}/H^{5/4}}
{\displaystyle N_{s}={\frac {\Omega {\sqrt {P/\rho }}}{gH^{5/4}}}}،
{\displaystyle \Omega } : سرعت زاویه ای
P: توان
H: فشار آب